# Tailly (Ardennes)
Pour les articles homonymes, voir Tailly.
Tailly est une commune française située dans le département des Ardennes et la région Grand Est.

## Géographie
| Nouart                   | Beaufort-en-Argonne Meuse | Beauclair Meuse                                       |
| Buzancy Bayonville       | Tailly                    | Montigny-devant-Sassey Meuse Villers-devant-Dun Meuse |
| Landres-et-Saint-Georges | Bantheville Meuse         | Aincreville Meuse                                     |

La commune de Tailly est formée par la fusion, le 1er janvier 1973, de quatre villages : Andevanne, Barricourt, Rémonville et Tailly.

### Hydrographie
La commune est traversée par la ligne de partage des eaux entre  les bassins hydrographiques Rhin-Meuse et Seine-Normandie. Elle est drainée par la Wiseppe, l'Agron, l'Anelle, le ruisseau de Cheline, le ruisseau de l'Etaillon, le ruisseau de Tailly et la Coiche,.
La Wiseppe, d'une longueur de 22 km, prend sa source dans la commune  et se jette  dans la Meuse à Stenay, après avoir traversé neuf communes. 
L'Agron, d'une longueur de 24 km, prend sa source dans la commune  et se jette  dans l'Aire à Saint-Juvin, après avoir traversé six communes. 

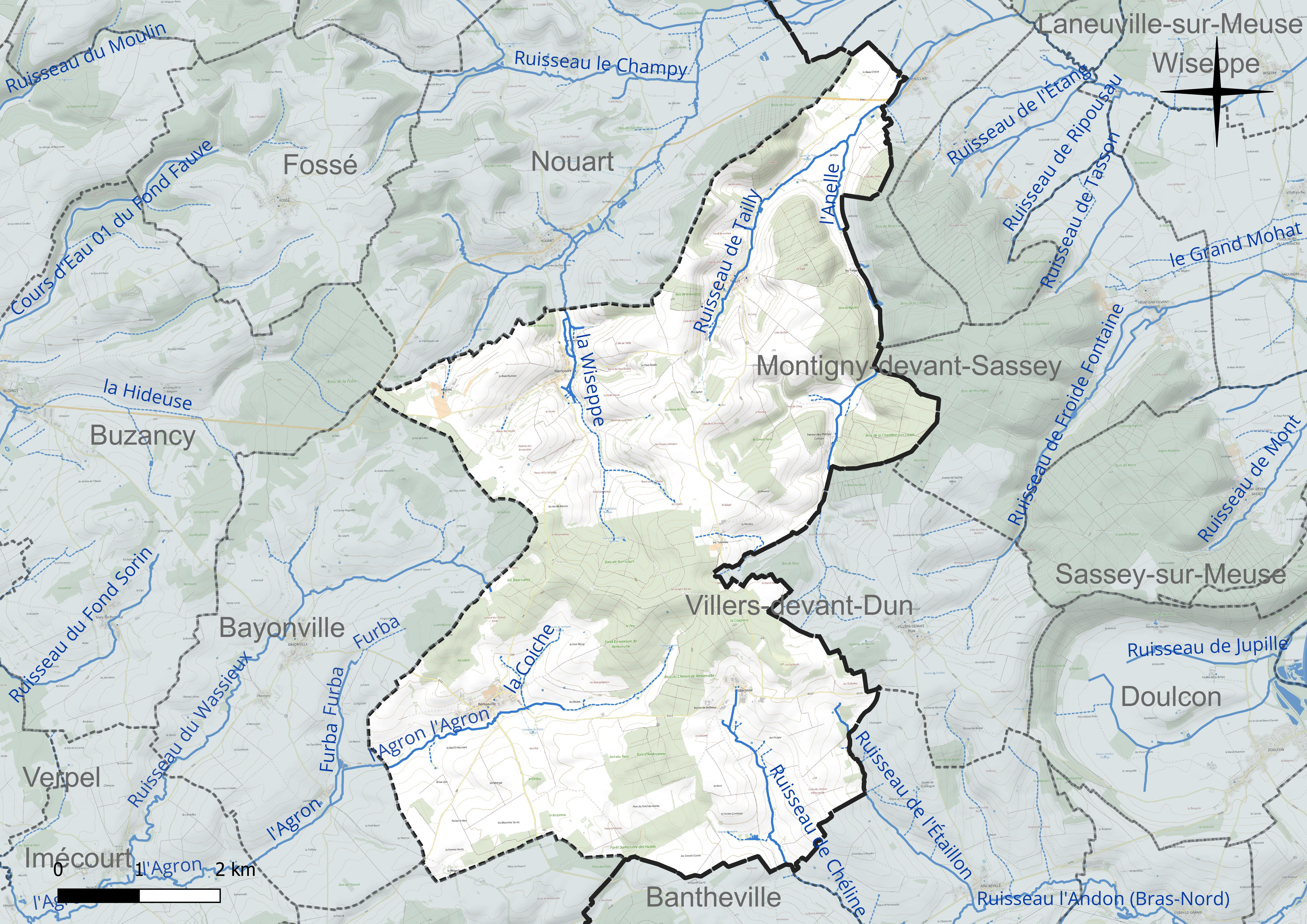
Réseau hydrographique de Tailly.

### Climat
Pour des articles plus généraux, voir Climat du Grand Est et Climat des Ardennes.
En 2010, le climat de la commune est de type climat de montagne, selon une étude du Centre national de la recherche scientifique s'appuyant sur une série de données couvrant la période 1971-2000. En 2020, Météo-France publie une typologie des climats de la France métropolitaine dans laquelle la commune est exposée à un climat océanique altéré et est dans la région climatique  Lorraine, plateau de Langres, Morvan, caractérisée par un hiver rude (1,5 °C), des vents modérés et des brouillards fréquents en automne et hiver. 
Pour la période 1971-2000, la température annuelle moyenne est de 9,7 °C, avec une amplitude thermique annuelle de 15,9 °C. Le cumul annuel moyen de précipitations est de 1 024 mm, avec 14 jours de précipitations en janvier et 9,7 jours en juillet. Pour la période 1991-2020, la température moyenne annuelle observée sur la station météorologique de Météo-France la plus proche, « Buzancy_sapc », sur la commune de Buzancy à 9 km à vol d'oiseau, est de 10,9 °C et le cumul annuel moyen de précipitations est de 862,0 mm. 
La température maximale relevée sur cette station est de 40,7 °C, atteinte le 25 juillet 2019 ; la température minimale est de −15,8 °C, atteinte le 20 décembre 2009,,. 
Les paramètres climatiques de la commune ont été estimés pour le milieu du siècle (2041-2070) selon différents scénarios d'émission de gaz à effet de serre à partir des nouvelles projections climatiques de référence DRIAS-2020. Ils sont consultables sur un site dédié publié par Météo-France en novembre 2022.

## Urbanisme

### Typologie
Au 1er janvier 2024, Tailly est catégorisée commune rurale à habitat très dispersé, selon la nouvelle grille communale de densité à 7 niveaux définie par l'Insee en 2022.
Elle est située hors unité urbaine et hors attraction des villes,.

### Occupation des sols
L'occupation des sols de la commune, telle qu'elle ressort de la base de données européenne d’occupation biophysique des sols Corine Land Cover (CLC), est marquée par l'importance des territoires agricoles (70,6 % en 2018), une proportion identique à celle de 1990 (70,6 %). La répartition détaillée en 2018 est la suivante : 
terres arables (33,2 %), prairies (33,2 %), forêts (29,4 %), zones agricoles hétérogènes (4,2 %). L'évolution de l’occupation des sols de la commune et de ses infrastructures peut être observée sur les différentes représentations cartographiques du territoire : la carte de Cassini (XVIIIe siècle), la carte d'état-major (1820-1866) et les cartes ou photos aériennes de l'IGN pour la période actuelle (1950 à aujourd'hui).

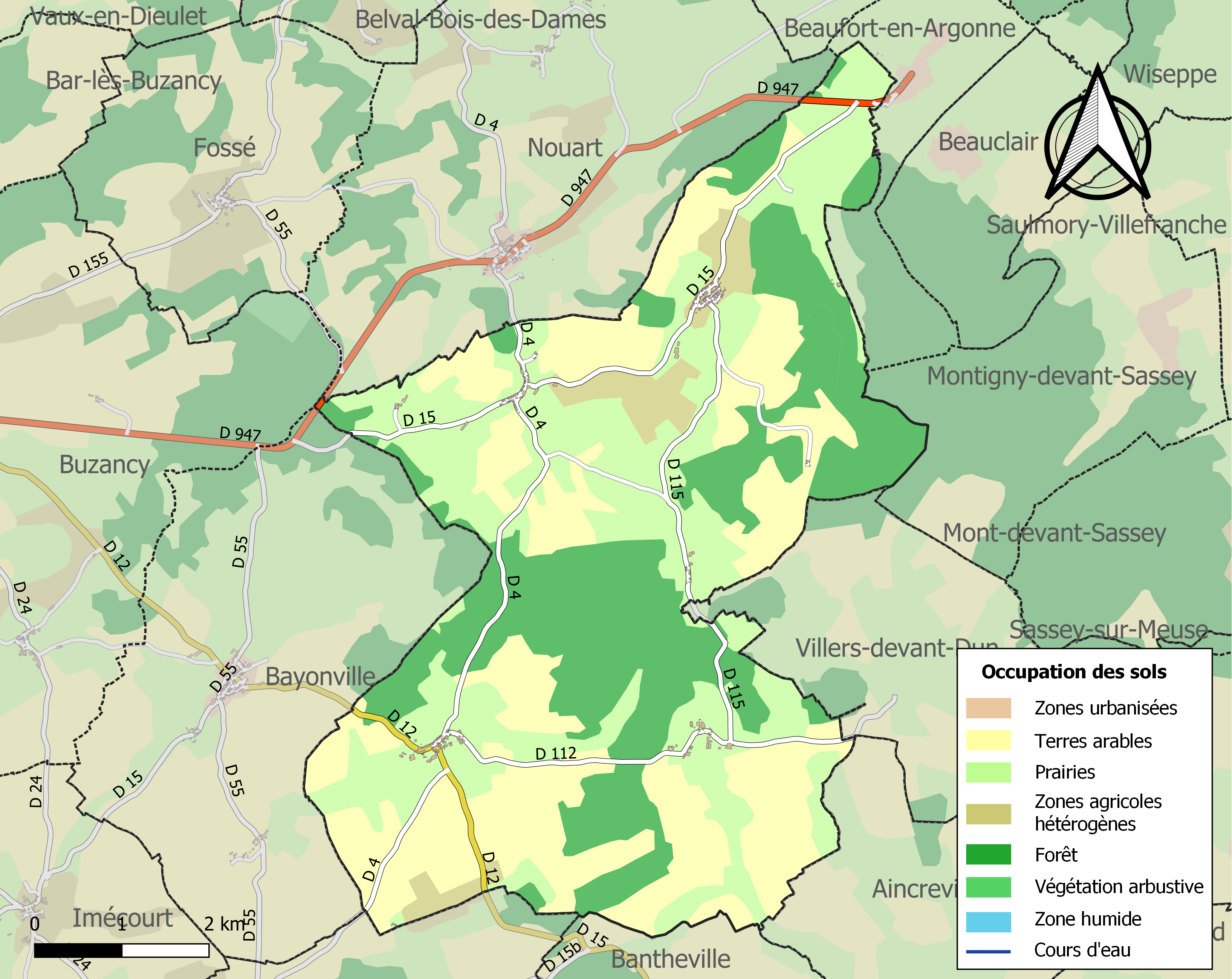
Carte des infrastructures et de l'occupation des sols de la commune en 2018 (CLC).

## Toponymie
Tailly viendrait de Tilia, « lieu planté de tilleuls ».

## Politique et administration
| Période                                  | Période                   | Identité                                        | Étiquette | Qualité                                                                  |
| ---------------------------------------- | ------------------------- | ----------------------------------------------- | --------- | ------------------------------------------------------------------------ |
| 1796                                     |                           | Jean Eugène Darodes de Tailly                   |           | officier au Régiment de la Couronne, juge de paix du Canton de Buzancy   |
| 1823                                     |                           | Claude François Darodes de Tailly               |           | propriétaire, juge de paix du Canton de Buzancy                          |
| 1879                                     |                           | Husson                                          |           |                                                                          |
| 1925                                     | 1935                      | Jean Darodes de Tailly                          |           | officier, propriétaire-agriculteur                                       |
| 1971                                     | 1995                      | Jacques Paulot                                  | RPR       | Magistrat Conseiller général (1991-2001) Officier de la Légion d'honneur |
| mars 2001                                | mars 2014                 | Denis Lefort                                    |           |                                                                          |
| mars 2014                                | En cours (au 26 mai 2020) | Vincent Thiérion Réélu pour le mandat 2020-2026 |           | Agriculteur                                                              |
| Les données manquantes sont à compléter. |                           |                                                 |           |                                                                          |

## Démographie
L'évolution du nombre d'habitants est connue à travers les recensements de la population effectués dans la commune depuis 1793. Pour les communes de moins de 10 000 habitants, une enquête de recensement portant sur toute la population est réalisée tous les cinq ans, les populations de référence des années intermédiaires étant quant à elles estimées par interpolation ou extrapolation. Pour la commune, le premier recensement exhaustif entrant dans le cadre du nouveau dispositif a été réalisé en 2007.

En 2022, la commune comptait 179 habitants, en évolution de +2,87 % par rapport à 2016 (Ardennes : −2,97 %, France hors Mayotte : +2,11 %).
| 1793 | 1800 | 1806 | 1821 | 1831 | 1836 | 1841 | 1846 | 1851 |
| ---- | ---- | ---- | ---- | ---- | ---- | ---- | ---- | ---- |
| 376  | 592  | 596  | 530  | 641  | 657  | 645  | 632  | 532  |

| 1866 | 1872 | 1876 | 1881 | 1886 | 1891 | 1896 | 1901 | 1906 |
| ---- | ---- | ---- | ---- | ---- | ---- | ---- | ---- | ---- |
| 543  | 502  | 446  | 428  | 401  | 405  | 325  | 335  | 301  |

| 1911 | 1921 | 1926 | 1931 | 1936 | 1946 | 1954 | 1962 | 1968 |
| ---- | ---- | ---- | ---- | ---- | ---- | ---- | ---- | ---- |
| 285  | 246  | 238  | 252  | 227  | 175  | 188  | 156  | 129  |

| 1975 | 1982 | 1990 | 1999 | 2006 | 2007 | 2012 | 2017 | 2022 |
| ---- | ---- | ---- | ---- | ---- | ---- | ---- | ---- | ---- |
| 280  | 235  | 193  | 206  | 186  | 183  | 172  | 174  | 179  |

## Lieux et monuments
- Le château de Tailly.
- Maison forte médiévale à côté de l'église de Tailly.
- L'église Saint-Laurent de Barricourt.
- Église Saint-Juvin de Remonville.
- Église Saint-Nicolas d'Andevanne.
- Église Saint-Remi de Tailly.

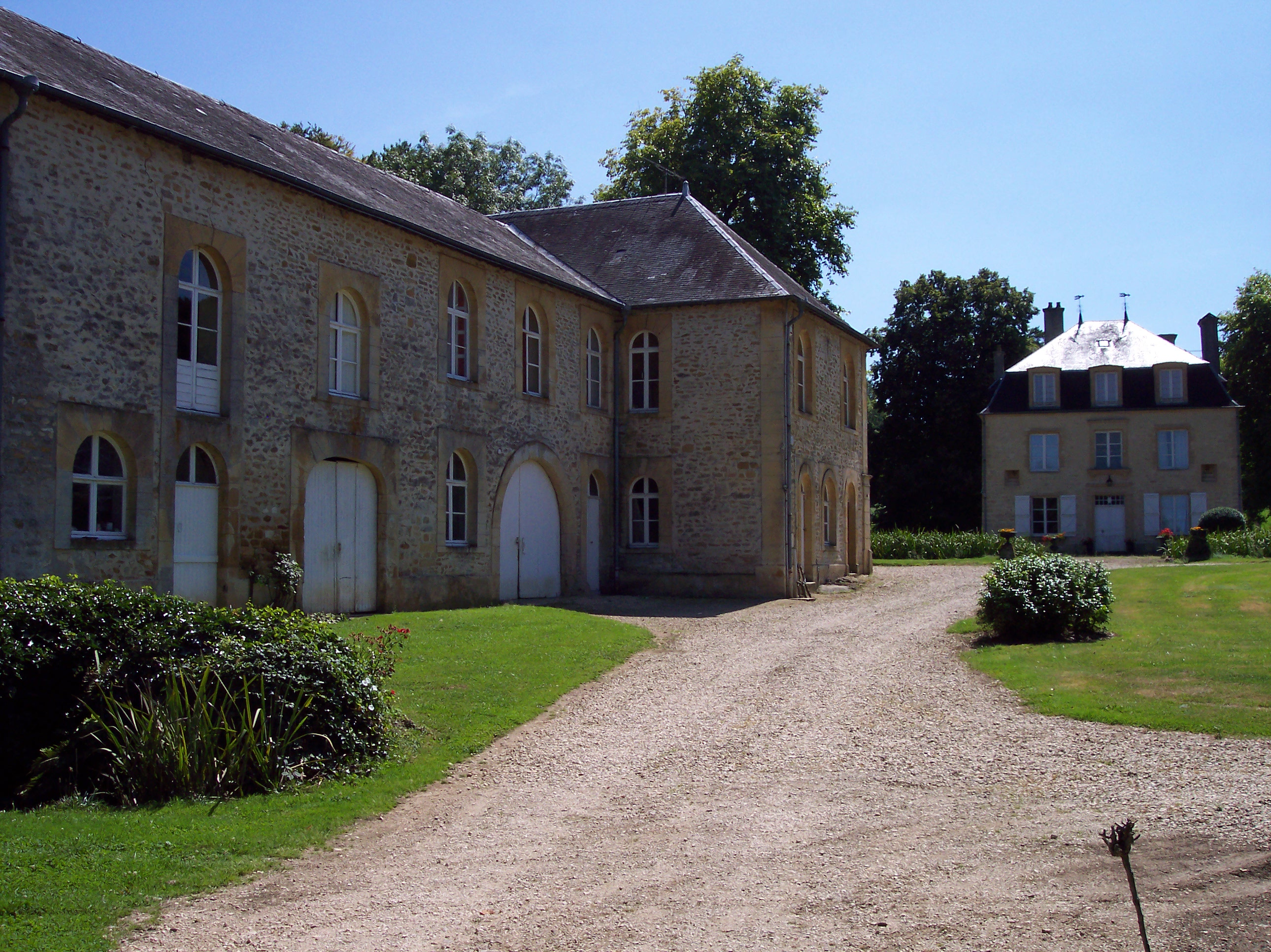
Château de Tailly.
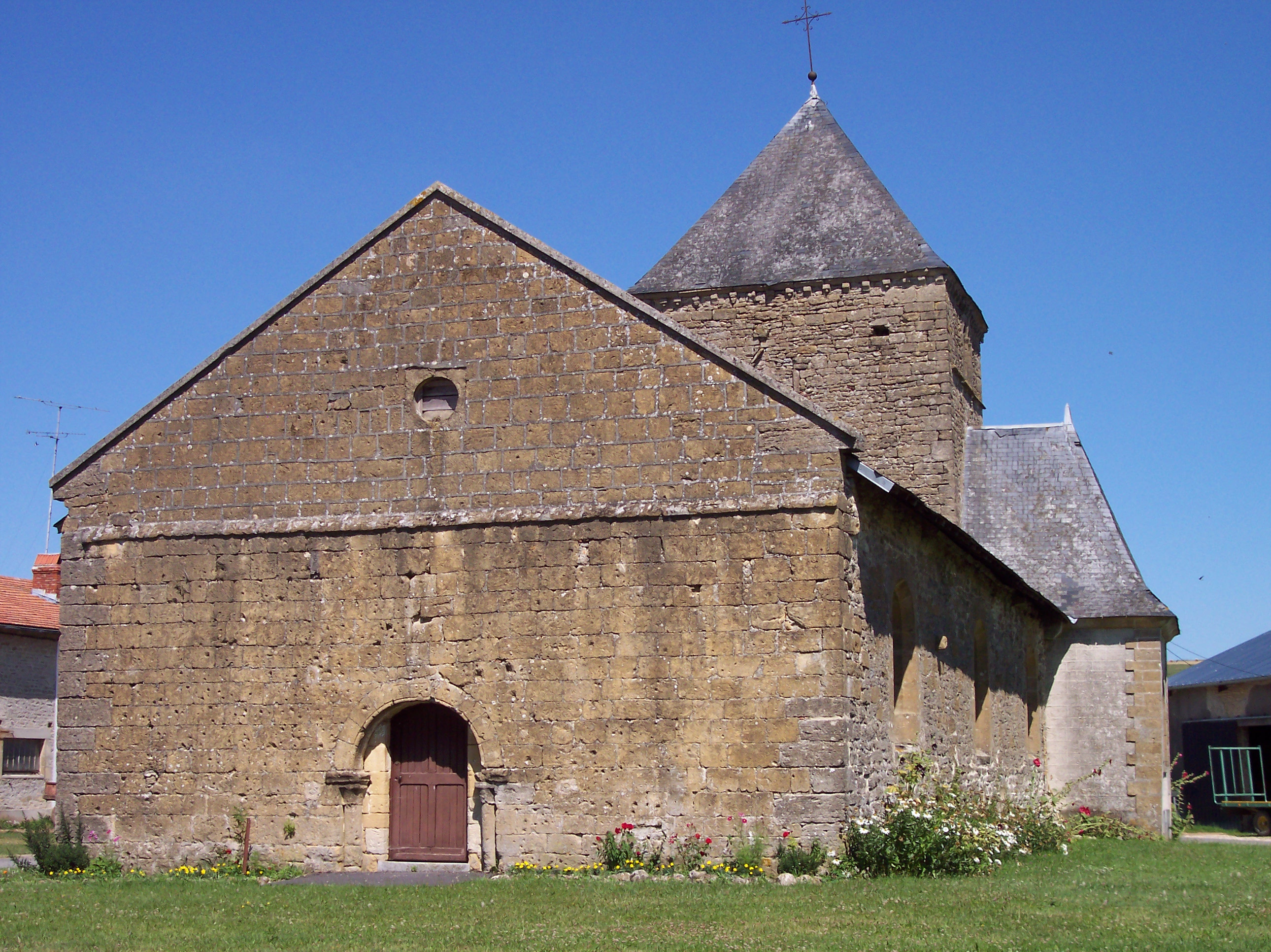
Église de Barricourt.